# Baracska, Fejér
Baracska  este un sat în districtul Martonvásár, județul Fejér, Ungaria, având o populație de 2.710 locuitori (2011). 

## Demografie
Componența etnică a satului Baracska
     Maghiari (88,84%)
     Romi (8,59%)
     Necunoscut (0,76%)
     Alții (1,82%)
Componența confesională a satului Baracska
     Romano-catolici (34,43%)
     Fără religie (27,45%)
     Reformați (22,88%)
     Atei (2,55%)
     Necunoscută (11,4%)
     Alte religii (4,83%)
Conform recensământului din 2011, satul Baracska avea 2.710 locuitori. Din punct de vedere etnic, majoritatea locuitorilor (88,84%) erau maghiari, cu o minoritate de romi (8,59%). Apartenența etnică nu este cunoscută în cazul a 0,76% din locuitori. Nu există o religie majoritară, locuitorii fiind romano-catolici (34,43%), persoane fără religie (27,45%), reformați (22,88%) și atei (2,55%). Pentru 11,4% din locuitori nu este cunoscută apartenența confesională.